# جون إل. ماكنزي
جون إل. ماكنزي (بالإنجليزية: John L. McKenzie)‏ هو عالم عقيدة أمريكي، ولد في 9 أكتوبر 1910 في برازيل في الولايات المتحدة، وتوفي في 2 مارس 1991.